# Ashtarlai (powiat)
Ashtarlai (per. اشتر لي) – powiat w Afganistanie, w prowincji Dajkondi. Liczba ludności powiatu wynosi 88 430, a powierzchnia wynosi 1890 km².